# Frei Tito
Frei Tito, O.P., al secolo Tito de Alencar Lima (Fortaleza, 14 settembre 1945 – Parigi, 10 agosto 1974), è stato un religioso brasiliano.

## Vita
Tito de Alencar Lima, conosciuto come Frei Tito, è stato un frate domenicano brasiliano che aveva aderito alla Teologia della liberazione, venendo perciò dichiarato un fuorilegge dal Governo dittatoriale del Brasile. Nel 1963 divenne Presidente della Juventude Estudantil Catòlica e dal 1968 fu incarcerato e torturato e più volte. Tentò il suicidio tagliandosi le vene, dicendo: «È meglio morire, piuttosto che perdere la dignità e la vita....». Sopravvissuto, fu espulso dal Brasile.
Si rifugiò nel 1971 da alcuni confratelli domenicani in Cile, ma le torture e gli stenti a cui fu sottoposto gli provocavano sempre degli stati di instabilità mentale gravissimi. Arrivò a Roma, al Pio Collegio Brasiliano (il Collegio delle élite del tempo, aperto ancora oggi), ma le porte si chiusero perché venne considerato "pericoloso". Fu, infine, ospitato nel Convento domenicano di Saint-Jacques a Parigi, lavorando come giardiniere a Villefranche-sur-Saône.

### La morte
Il 10 agosto 1974 Roland Ducruet si diresse verso la stanzetta di Tito nella zona rurale: bussò ripetutamente, ma non ebbe risposta. Fece un giro d'ispezione nel bosco e trovò il corpo dell'uomo steso ai piedi di un pioppo, con le vene tagliate. Il caso venne archiviato come suicidio e il frate venne sepolto nel cimitero Sainte-Marie de la Tourette, a L'Abresle. Pochi giorni prima di morire, scrisse nel suo diario:
(dal diario di Frei Tito)

### Eventi successivi
Fino al 1983 la salma di Frei Tito non poté tornare in Patria; il 25 marzo di quell'anno, il suo corpo e quello di Alexandre Vannucchi (entrambi vittime della dittatura) furono accolti solennemente dal cardinale Paulo Evaristo Arns nella cattedrale di San Paolo con una messa solenne. Attualmente le sue spoglie riposano nella natìa Fortaleza. 

## Filmografia
Il cortometraggio Frei Tito, diretto da Marlene França, ha ricevuto premi e onorificenze in Brasile e all'estero.
Nel 2006 è stato lanciato il film Batismo de sangue (Battesimo di Sangue), diretto e prodotto da Helvécio Ratton, film che narra della situazione in Brasile dal golpe del 1964 alla torture durate fino alla fine degli anni settanta. Frei Tito è interpretato dall'attore Caio Blat, mentre il suo torturatore Sérgio Fleury da Cássio Gabus Mendes.